# هتل ترامپ لاس وگاس
هتل بین المللی ترامپ در لاس وگاس یک هتل 64 طبقه، مجتمع مسکونی، و اشتراک زمانی واقع در فشن شو درایو در پارادایس، نوادا، ایالات متحده است که به نام مالک بخشی، دونالد ترامپ، که بعداً به عنوان رئیس جمهور ایالات متحده انتخاب شد، نامگذاری شده است. این هتل در پایین خیابان وین لاس وگاس، پشت سایت قبلی هتل و کازینو New Frontier در 3.46 هکتار (14000 متر مربع)، در نزدیکی مرکز خرید مد قرار دارد، و دارای کاندومینیوم‌های هتل غیرمسکونی و کاندومینیوم‌های مسکونی است. شیشه بیرونی با طلا آغشته شده است.
این هتل در 31 مارس 2008 با 1282 اتاق افتتاح شد.این هتل دارای دو رستوران است
ترامپ اعلام کرد که برج دوم و مشابهی در کنار برج اول ساخته خواهد شد، اما این طرح پس از رکود اقتصادی اواسط دهه 2000 به حالت تعلیق درآمد. این بلندترین ساختمان مسکونی لاس وگاس با 622 فوت (190 متر) است. در سپتامبر 2012، سازمان ترامپ اعلام کرد که تقریباً 300 واحد کاندومینیوم در هتل بین المللی ترامپ لاس وگاس را به بخش اشتراک زمانی هیلتون جهانی، تعطیلات هیلتون گراند فروخته است.
تا آوریل 2005، برج دوم 64 طبقه یکسان در حال برنامه ریزی بود. قرار بود فروش برج دوم تا پایان سال 2005 با 35 درصد افزایش قیمت نسبت به برج اول آغاز شود. در نوامبر 2005، برج دوم قرار بود در سال 2009 افتتاح شود.
در آوریل 2007، برج دوم موضوع قسمتی از The Apprentice بود که در آن نامزدهای نمایش وظیفه داشتند یک برنامه بازاریابی برای برج جدید ایجاد کنند. واحدهای کاندو برای برج روز بعد به فروش رفت. ترامپ گفت که این برج تقریباً مشابه برج اول خواهد بود و همچنین شامل 1282 واحد خواهد بود. به دلیل افزایش هزینه های ساخت، انتظار می رفت که برج دوم 625 میلیون دلار هزینه داشته باشد که کل هزینه هتل و برج بین المللی ترامپ را به 1.1 میلیارد دلار می رساند. این رقم بعداً در فوریه 2008 1.2 میلیارد دلار گزارش شد، در آن زمان انتظار می رفت که ساخت برج دوم در پایان سال آغاز شود.
در آوریل 2008، ترامپ گفت که در مورد تاریخ شروع برج دوم تصمیمی نگرفته است و تصمیم گرفت تا پایان تمام فروش اتاق‌های برج اول صبر کند. در آن زمان هنوز رزرو واحدهای برج دوم پذیرفته می شد.
برج دوم در نهایت به دلیل بازارهای اعتباری بد متوقف شد.
در آوریل 2002، فیل رافین اعلام کرد که با دونالد ترامپ برای ساخت برج ترامپ در لاس وگاس، یک برج 60 طبقه 300 میلیون دلاری با 300 واحد و امکان کازینو، که در Fashion Show Drive در نزدیکی Ruffin's New ساخته می شود، شریک شده است. هتل و کازینو فرانتیر ترامپ دو سال قبل در ابتدا با رافین در مورد توسعه ملکی در یا نزدیک نوار لاس وگاس تماس گرفته بود. ساخت و ساز برج ترامپ در لاس وگاس قرار بود شش تا هفت ماه دیگر آغاز شود و انتظار می رفت تقریباً 18 ماه طول بکشد. در آگوست 2003، رافین گفت که برج به 43 طبقه کاهش یافته است و انتظار می رود 272 میلیون دلار هزینه داشته باشد.
در نوامبر 2003، ترامپ تأخیر پروژه یا اینکه از کمبود بودجه رنج می برد، رد کرد. ترامپ همچنین گفت که در حال بررسی "چیزی در مقیاس بزرگتر" برای این پروژه است.
در ژوئیه 2004، رافین گفت که این پروژه تا آن زمان به تاخیر افتاده بود به دلیل سرمایه گذاری های تجاری دیگر، از جمله نمایش تلویزیونی واقعیت ترامپ، The Apprentice.
در آن ماه، ترامپ و رافین برنامه‌های تجدیدنظر شده‌ای را برای هتل و برج بین‌المللی ترامپ، یک هتل آپارتمانی 300 میلیون دلاری با بیش از 1000 واحد اعلام کردند.
اگرچه ترامپ دارای مجوز بازی در نوادا بود، اما ترجیح داد کازینو را در این ملک لحاظ نکند. اریک ترامپ، پسر دونالد ترامپ، بعداً گفت: "ما هیچ مشکلی برای دریافت مجوز کازینو نداریم، اما می‌خواستیم کاری متفاوت در اینجا انجام دهیم. ما یک تجربه تفریحی لوکس واقعی می‌خواستیم.

## نگارخانه

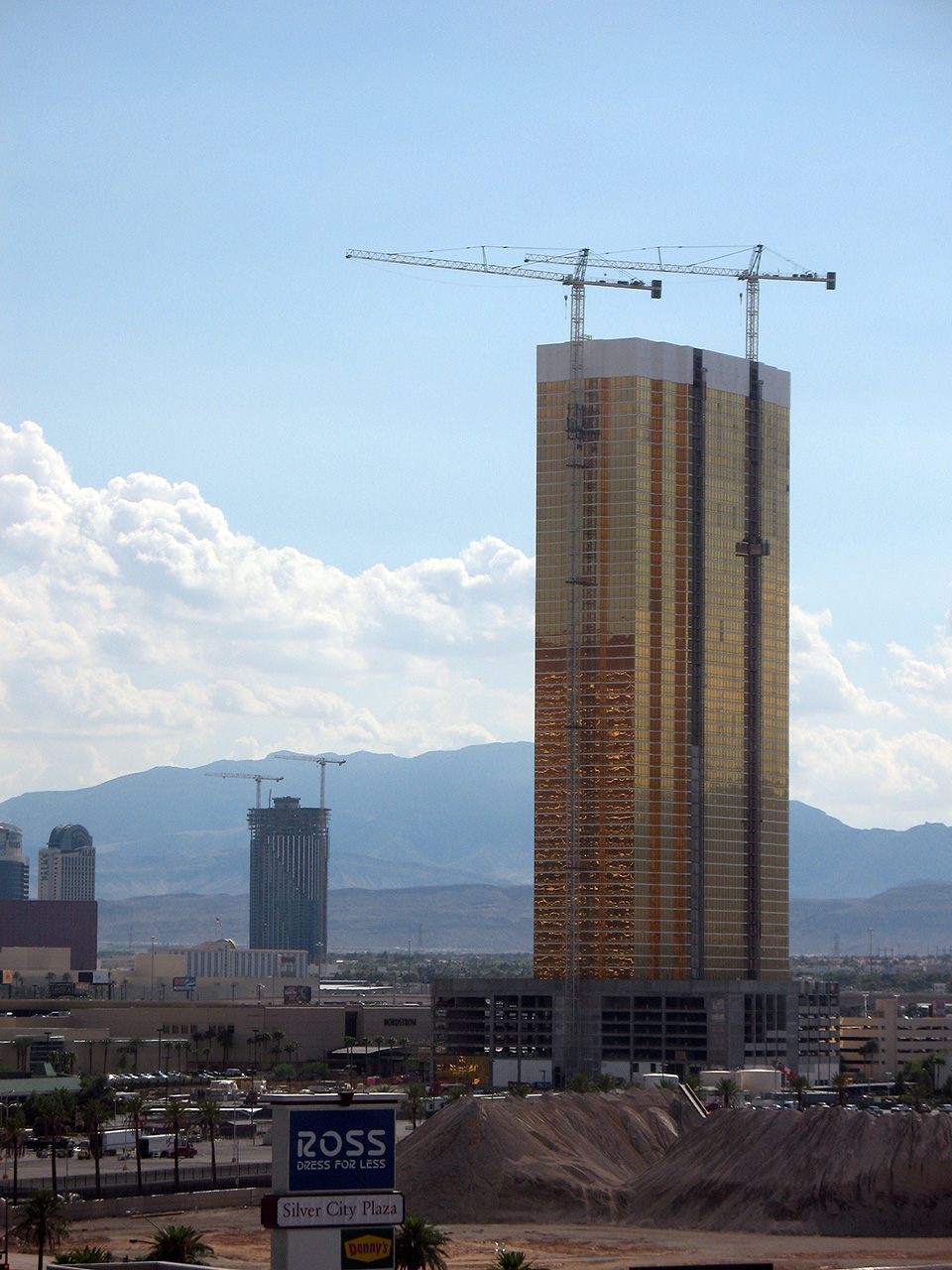
Construction photo taken in August 2007 from the Riviera Hotel and Casino.

- پرونده:ّFile:Trump Tower Las Vegas.jpg
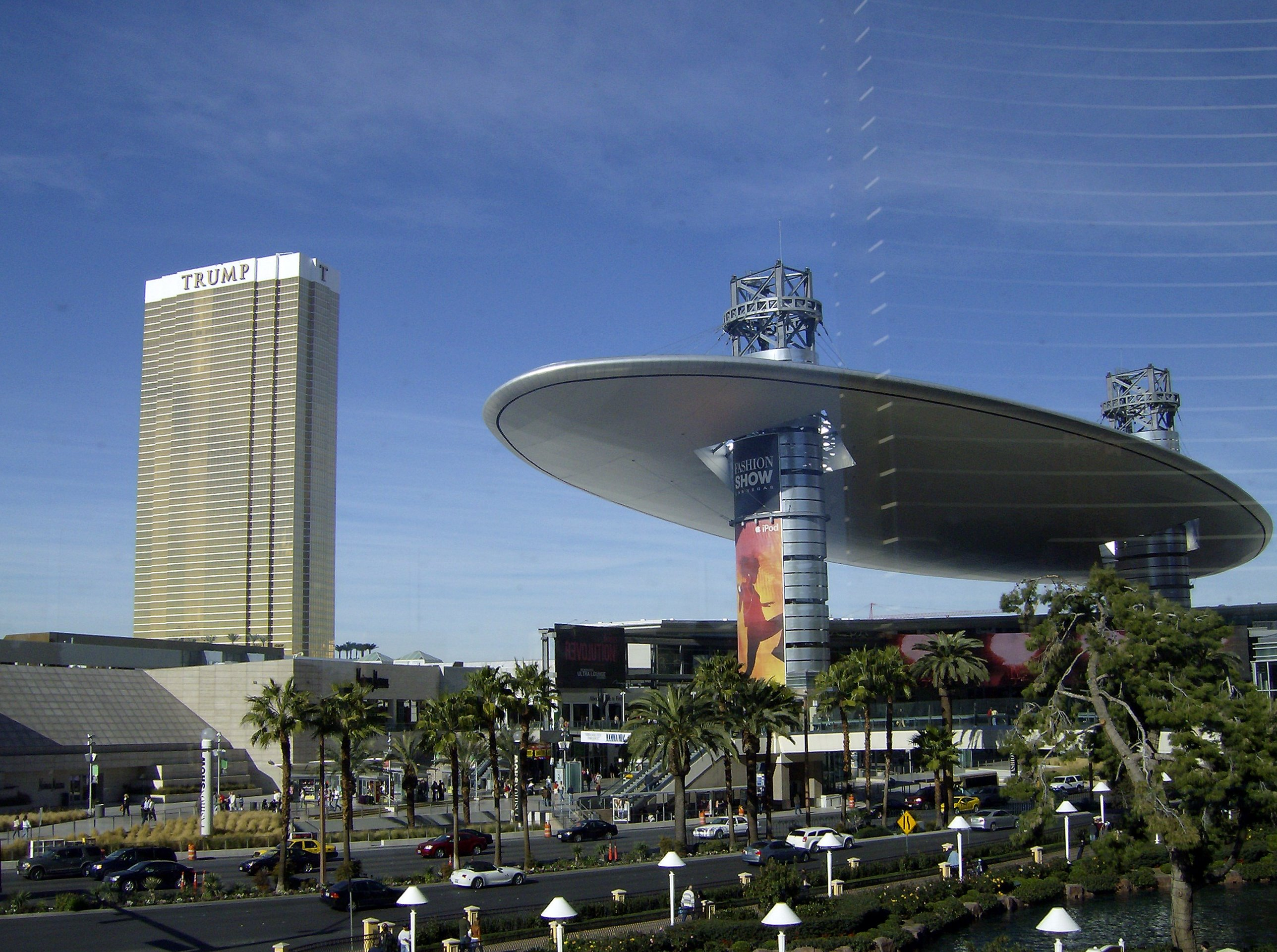
Completed first tower as seen from south of وین لاس وگاس
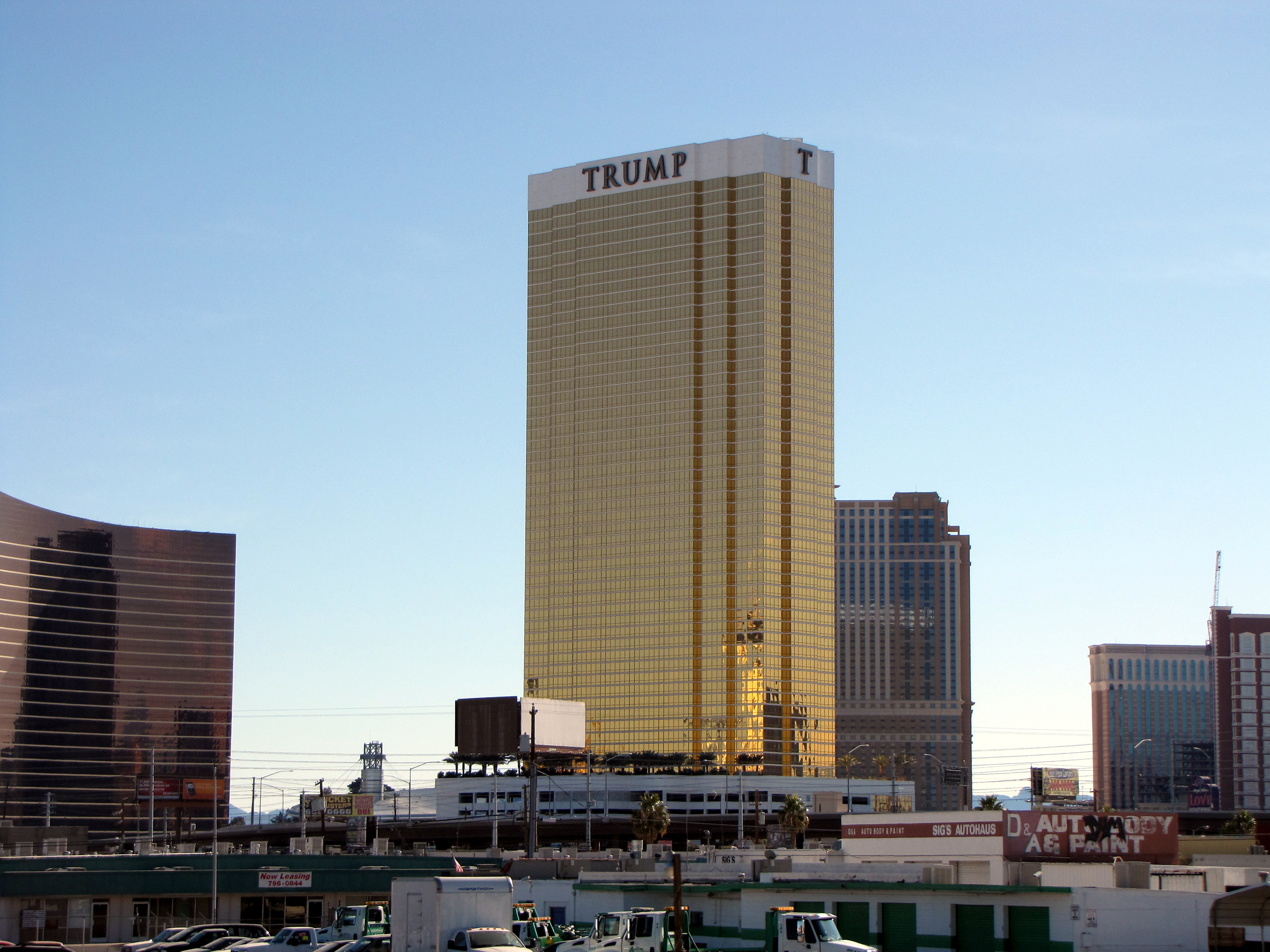
Trump hotel in 2009
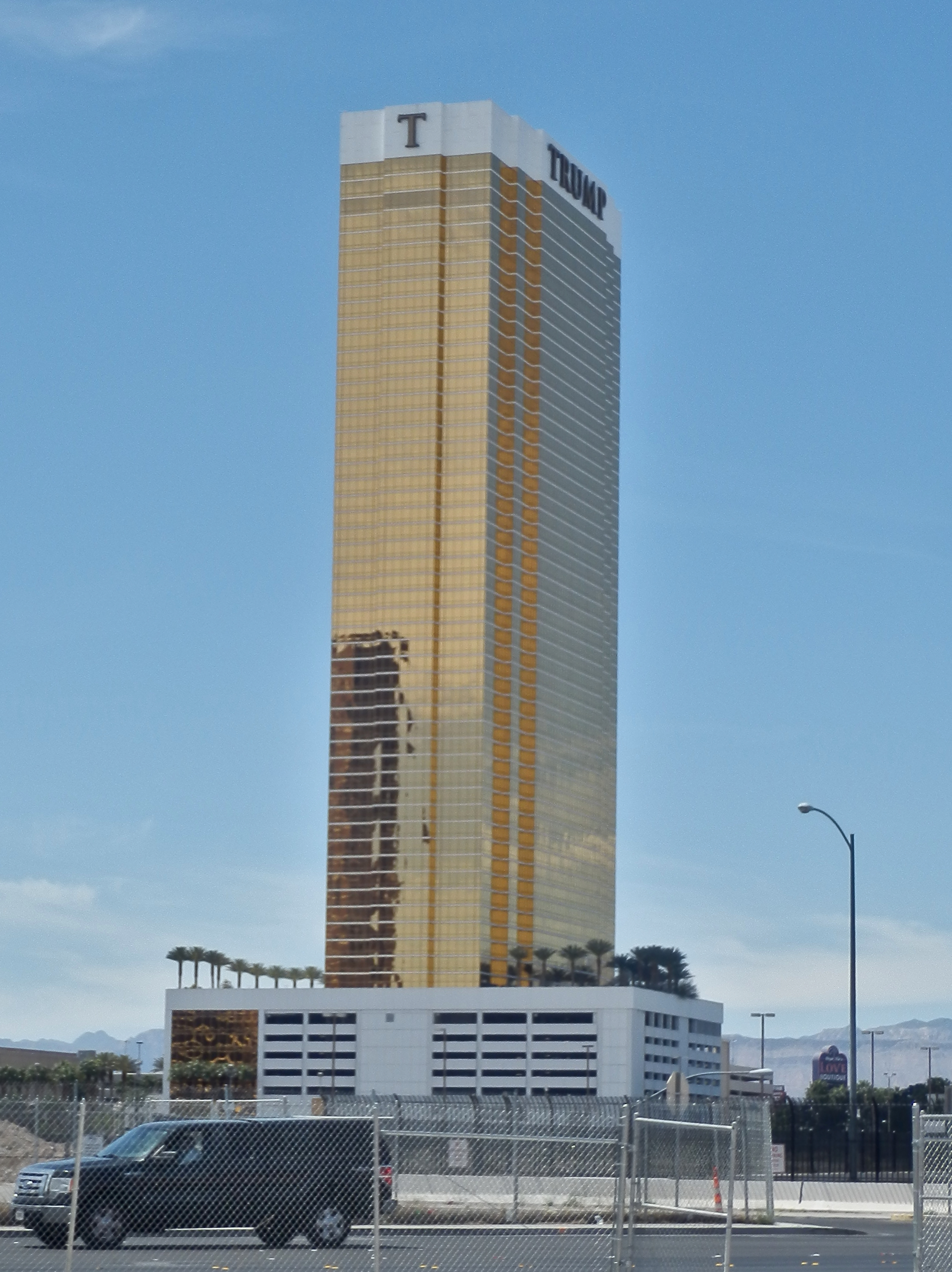
Trump hotel in 2018